# Социалистическая партия Индонезии (Parsi)
Не следует путать с Социалистической партией (Индонезия) и Социалистической партией Индонезии (PSI)
Социалистическая партия Индонезии (индон. Partai Sosialis Indonesia, Parsi) — политическая партия Индонезии. Была основана 13 ноября 1945 года в Джокьякарте, её председателем стал министр обороны страны Амир Шарифутдин. Большинство членов партии были соратниками Шарифутдина по партизанской борьбе против японцев в Восточной Яве. Часть членов СПИ объединилась в Индонезийское народное движение (Gerindo) — националистическую просукарновскую группу, которая была активна ещё до войны. Также партия включала в себя индонезийцев, живших во время войны в Нидерландах и участвовавших в голландском Сопротивлении, таких как Абдулмаджид (индон. Abdulmadjid), Мувалади (индон. Moewaladi) и Тамзил (индон. Tamzil). Первоначальными целями СПИ были достижение независимости Индонезии от колониальных держав и принятие конституции, устанавливающей в стране социалистический строй.
В декабре 1945 года на съезде в Черибоне партия слилась с Социалистической народной партией в единую Социалистическую партию, Амир Шарифутдин стал вице-председателем этой партии. Фактически СПИ и Социалистическая народная партия продолжали сохранять самостоятельность, оставаясь фракциями внутри одной партии. В 1948 году Социалистическая партия объединилась с Коммунистической партией, часть её членов отказалась признать слияние и создало новую Социалистическую партию Индонезии.